# Dagmara Andryka
Dagmara Andryka (ur. 1976) – polska pisarka, scenarzystka, autorka opowiadań.

## Życiorys
Urodziła się w 1976 r. Z wykształcenia jest filozofem. Ukończyła kurs pisarski Maszyna do pisania i studia podyplomowe w Instytucie Literatury Polskiej Uniwersytetu Warszawskiego.
Zadebiutowała powieścią Tysiąc, którą rozpoczęła trylogię kryminalną z dziennikarką Martą Witecką w roli głównej. W 2019 r. trzecia część cyklu, Tajemnice Mille, została nominowana do Grand Prix Festiwalu Kryminalna Warszawa. Współpracuje z Wydawnictwem Prószyński Media. Pisze od kilku lat i ma w swoim dorobku kilka powieści. Pierwszy tytuł (Król) z nowego cyklu trafił do księgarń w kwietniu 2022 r.

## Nagrody i odznaczenia
- 2009: wyróżnienie na Międzynarodowym Festiwalu Opowiadania we Wrocławiu.

## Twórczość

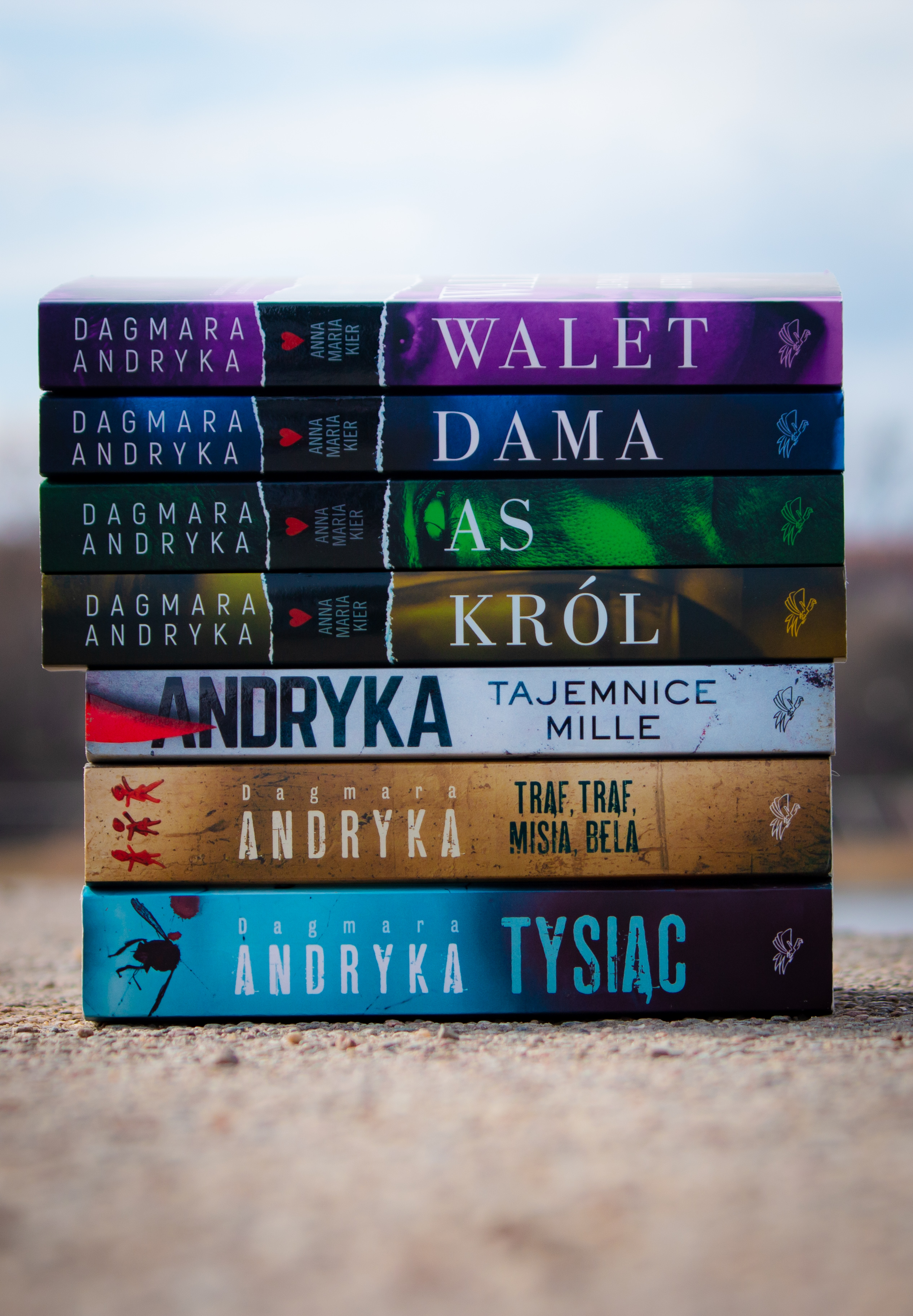
Wydane książki

### Seria z Martą Witecką
1. Tysiąc, Warszawa 2015  Prószyński Media, ISBN 978-83-8069-145-2[5]
2. Trąf, trąf, misia bela, Warszawa 2017 Prószyński Media, ISBN 978-83-8097-079-3[6]
3. Tajemnice Mille, Warszawa 2018 Prószyński Media, ISBN 978-83-8123-330-9[7]

### Seria z Anną Marią Kier
1. Król, Warszawa 2022 Prószyński Media, ISBN 978-83-8295-020-5[8]
2. As, Warszawa 2022 Prószyński Media, ISBN 978-83-8295-120-2[9]
3. Dama, Warszawa 2022 Prószyński Media, ISBN 978-83-8295-208-7[10]
4. Walet, Warszawa 2023 Prószyński Media, ISBN 978-83-8295-292-6[11]
5. Joker, Warszawa 2023 Prószyński Media, ISBN 978-83-8352-098-8[12]